# Liste der Naturschutzgebiete in Mannheim
Im Stadtkreis Mannheim gibt es 9 Naturschutzgebiete. Für die Ausweisung von Naturschutzgebieten ist das Regierungspräsidium Karlsruhe zuständig. Nach der Schutzgebietsstatistik der Landesanstalt für Umwelt, Messungen und Naturschutz Baden-Württemberg (LUBW) stehen 699,01 Hektar der Fläche des Stadtkreises unter Naturschutz, das sind 4,82 Prozent.
| Name                                   | Bild | Kennung            | Einzelheiten | Position | Fläche Hektar | Datum         |
| -------------------------------------- | ---- | ------------------ | --- | -------- | ------------- | ------------- |
| Reißinsel                              |      | 2.012 WDPA: 82391  | Mannheim Naturnahe Rheinauenlandschaft mit rezenter Flußdynamik (Gleitufer mit Kiesbänken) sowie der typischen Vegetationsabfolge von Silberweiden-Auewäldern, geophytenreichen Eichen-Ulmen-Beständen und ausgeprägter rheinnaher Wiesenlandschaft, Bann- und Schonwald.                                                                             | ⊙        | 108,3         | 30. Nov. 1983 |
| Bei der Silberpappel                   |      | 2.067 WDPA: 81380  | Mannheim Naturhafte Altrheinschlute mit gut ausgeprägter Vegetationssonierung von Korbweidenbusch über Silberweidenaue bis hin zur geophytenreichen Hartholzaueals Lebensraum gefährdeter Tier- und Pflanzenarten sowie als besonderes Beispiel einer Vegetationsentwicklung und Vegetationssukzession rheinnaher Standorte.                          | ⊙        | 8,7           | 30. Nov. 1983 |
| Backofen-Riedwiesen                    |      | 2.078 WDPA: 162320 | Mannheim, Brühl, Edingen-Neckarhausen (Rhein-Neckar-Kreis) Vielfältiges Mosaik zahlreicher sehr unterschiedlicher Biotope mit hoher ökologischer Bedeutung. | ⊙        | 147,7         | 16. Nov. 1984 |
| Wörthel                                |      | 2.101 WDPA: 166011 | Mannheim Sicherung des räumlich engen Verbundes von Lebensräumen für Pflanzen und Tiere, die insbesondere für wandernde Tierarten als Brut-, Rast-, Nahrungs- und Überwinterungsgebiet von lebenswichtiger Bedeutung sind. | ⊙        | 20,9          | 17. Dez. 1986 |
| Maulbeerinsel                          |      | 2.102 WDPA: 166009 | Mannheim Sicherung des Restbestandes einer zu Beginn des 19. Jahrhunderts zur Wiederbelebung der Seidenraupenzucht angelegten Pflanzung des Weißen Maulbeerbaumes (Morus alba). | ⊙        | 10,6          | 17. Dez. 1986 |
| Kopflache am Friesenheimer Altrhein    | BW   | 2.110 WDPA: 164204 | Mannheim Weitgehend natürliche, durch die Flußdynamik des Rheins gekennzeichnete Überschwemmungsaue, wertvolle Sekundärbiotope in Aufschüttungsbereichen, weitgehend naturnaher Landschaftsteil in der stark beanspruchten Kulturlandschaft. | ⊙        | 20,1          | 11. Juli 1988 |
| Hirschacker und Dossenwald             |      | 2.171 WDPA: 163696 | Mannheim, Schwetzingen (Rhein-Neckar-Kreis) Binnendünenzug, Flugsandfelder und Waldstreifen des Neckarschwemmfächers; offene Sandflächen mit spezifischer Sandrasenflora und -fauna und ein einzigartiges Flechtenvorkommen; lückige Kiefernwälder und geophytenreiche Eichen-Hainbuchen-Wälder auf den schweren Böden des Neckarschwemmfächers.      | ⊙        | 128,9         | 16. Dez. 1993 |
| Ballauf-Wilhelmswörth                  |      | 2.173 WDPA: 162335 | Mannheim Naturnahe Auenlandschaft mit Wasserflächen und Auwaldstreifen als Ruhe-, Nahrungs- und Brutgebiet, Trittstein für Zugvögel, wertvolle Fisch- und Amphibienlaichzone, Lebensraum für zum Teil gefährdete Insekten, insbesondere Laufkäfer und Wildbienen, wertvoller Nahrungsraum für Greifvögel.                                             | ⊙        | 340,9         | 27. Dez. 1993 |
| Viehwäldchen, Apfelkammer, Neuwäldchen |      | 2.174 WDPA: 166058 | Mannheim Binnendünen mit typischen und seltenen Pflanzengesellschaften und stark bedrohten Insektenarten, vor allem Laufkäfer und Wildbienen; auch aus geomorphologischen Gründen schützenswert; durch Pflegemaßnahmen sollen die z. Zt. extensivierten Ackerflächen ausgehagert und damit der Lebensraum der Sandflora und -fauna vergrößert werden. | ⊙        | 38,5          | 28. Dez. 1993 |
| Legende für Naturschutzgebiet          |      |                    | |          |               |               |